# Boxe aux Jeux méditerranéens de 1959
Navigation
Édition précédente Édition suivante
Les compétitions de boxe anglaise de la 3e édition des Jeux méditerranéens se sont déroulées du 11 au 23 octobre 1959 à Beyrouth, Liban.

## Résultats

### Podiums
| Catégories                    | Or                   | Argent               | Bronze                  |
| Poids mouches (-51 kg)        | Abdel el-Guindy      | Ben Larbi            | Antonio Ramos           |
| Poids coqs (-54 kg)           | Ben Mohamed          | Alfonso Carvajo      | Yazid Mahmoud El Nahas  |
| Poids plumes (-57 kg)         | Andre Juncke         | Simon Bellaïche      | Jose Biescas            |
| Poids légers (-60 kg)         | Roger Younsi         | MVural Inan          | Juan Albornoz           |
| Poids super-légers (-63,5 kg) | Sayed El Nahas       | Fuat Birol           | Georges Costi           |
| Poids welters (-67 kg)        | Sadok Omrane         | Ben Djilali          | Mihalis Dimitrios       |
| Poids super-welters (-71 kg)  | Souleymane Diallo    | Cesareo Barrera Moya | Mohamed Arafa Rozekah   |
| Poids moyens (-75 kg)         | Abdelaziz el-Hasni   | Hani Zebib           | Anuar Saed Allah Houlta |
| Poids mi-lourds (-81 kg)      | Ben Othmane el-Nabli | Ibrahim Abdallah     | Vyron Stoimenidis       |
| Poids lourds (+81 kg)         | Mahmoud el-Kelani    | Saad el-Din Dgheili  |                         |

### Tableau des médailles
| Place | Pays             | Médaille d'or | Médaille d'argent | Médaille de bronze | Total |
| ----- | ---------------- | ------------- | ----------------- | ------------------ | ----- |
| 1     | Égypte           | 3             | 1                 | 3                  | 7     |
| 2     | Tunisie          | 3             | 1                 | 0                  | 4     |
| 3     | France           | 3             | 0                 | 0                  | 3     |
| 4     | Maroc            | 1             | 2                 | 0                  | 3     |
| 5     | Espagne          | 0             | 2                 | 3                  | 5     |
| 6     | Liban            | 0             | 2                 | 1                  | 3     |
| 7     | Turquie          | 0             | 2                 | 0                  | 2     |
| 8     | Grèce            | 0             | 0                 | 2                  | 2     |
| Total | 8 pays médaillés | 10            | 10                | 19                 | 39    |